# Mangochi
Mangochi (già Fort Johnston fino al 1964) è una cittadina nella Regione Meridionale del Malawi, localizzata vicino al confine meridionale del Lago Malawi.

## Geografia fisica
Situata ad una altitudine di 470 m vicino al confine sud del Lago Malawi (noto anche come lago Niassa o Nyasa), tra le sponde del lago ed il fiume Shire a 8 km dal suo ingresso nel Lago Malombe. La città è a 190 km a nord-est di Blantyre, la più grande città di Malawi, è a 2,3 km da Mponda, 3,5 km da Chipalamawamba, 3,2 km da Mbaluku Laini e 2,3 km da Yangala. Ha un clima con estati piuttosto asciutte ed inverni poco piovosi.

## Storia

### Fondazione e periodo coloniale
L'insediamento fu fondato come Fort Johnston durante il periodo coloniale, dall'amministratore Harry Johnston negli Anni 1890, come posto di difesa del Protettorato britannico dell'Africa centrale sul litorale della spiaggia occidentale del fiume Shire.
Nel 1897 a Fort Johnston venne costruita la cannoniera britannica Gwendolen che di 310 ton era la più grande nave a navigare sul lago Niassa. Durante la prima guerra mondiale nell'agosto 1914 ebbe una battaglia vittoriosa contro la tedesca Hermann von Wissmann.

### Indipendenza e anni duemila
Il nome della città cambiò in Mangochi nel 1964, poco dopo l'indipendenza dello stato malawiano, fino a poco tempo prima noto come Nyasaland. Nel corso degli anni, la città divenne un importante centro amministrativo ed è oggi capoluogo dell'omonimo distretto e dal 1973 della Diocesi di Mangochi.
Nel 2003 un'insurrezione provocò 3 morti. Tra marzo e novembre 2007 furono liberati dal lavoro minorile nei campi di tabacco di Mangochi 480 bambini.
Nel luglio 2008 ci fu un attacco di elefanti attorno all'area di Maldeco Fischer che provocò terrore, morti, e danni principalmente ai raccolti. Il Ministero del Turismo, degli Animali e Piante Selvatiche e della Cultura propose di passare gli elefanti nelle riserve pronte, ma la proposta si fermò quando alcuni residenti dissero che loro volevano che gli elefanti potessero rimanere.

## Società

### Evoluzione demografica
| Anno | Popolazione |
| ---- | ----------- |
| 1987 | 14.758      |
| 1998 | 27.055      |
| 2008 | 51.429      |